# Шабулин, Михаил Николаевич
Михаи́л Никола́евич Шабу́лин (6 ноября 1887, д. Михалково, Рязанская губерния — 6 сентября 1925, Ялта, Крымская АССР) — участник трёх революций, член партии большевиков (с 1904 года). С 1918 года в Рязани: заместитель губкомиссара по просвещению, заместитель председателя, в 1919—1920 годах — председатель губисполкома; в августе — ноябре 1919 года член ВРК Рязанской губернии. Был членом ВЦИК РСФСР. Делегат IX съезда РКП(б) (1920).

## Биография
Родился в семье крестьянина-батрака, который батрачил в имении княгини Белосельской. С семи лет был в услужении у кулака, с девяти — пастухом у священника. Работая, учился в сельской школе.
Окончил сельскую школу и Канинское двухклассное училище, в 1906 году — Александровскую учительскую семинарию (ныне школа № 17). С ноября 1906 года работал учителем в школе с. Смолеевка Ряжского уезда.
В 1904 году вступил в РСДРП. Участвовал в работе рязанского нелегального марксистского кружка и подпольной рязанской социал-демократической организации. В конце лета 1906 года участвовал в конференции Всероссийского крестьянского союза в Рязани. В годы Первой русской революции вёл подпольную партийную, пропагандистскую и агитационную работу среди крестьян, участвовал в организации успешных сельскохозяйственных забастовок в Ряжском и Козловском уездах.
В начале января 1907 года в связи с разгромом Рязанской социал-демократической группы был арестован и заключён в тюрьму; 10 марта 1910 года осуждён к заключению в крепость (Рязанскую губернскую тюрьму). В заключении вёл борьбу за права заключённых и учился. В тюрьме заболел туберкулёзом, вышел из тюрьмы под гласный надзор полиции на 3 года.
В 1913—1915 годах обучался в Московском учительском институте.
В 1916 году мобилизован в армию, окончил Алексеевское военное училище. Получил воинское звание прапорщика. Служил в Рязани в 79-м запасном пехотном полку. В ноябре отправлен на фронт.
После Февральской революции в 1917 году — член полкового комитета, затем член армейского Исполкома Совета Особой армии Юго-Западного фронта и Луцкого совета. С мая 1917 года член, в июне — сентябре — заместитель председателя армейского комитета РСДРП (объединенного), в декабре — член ВРК армии.
В январе 1918 года вернулся в Рязань, по ноябрь 1918 года работал в губернском комиссариате по народному образованию в должности заведующего Школьным отделом, товарища комиссара просвещения Рязанской губернии. Способствовал открытию Рязанского педагогического института, открытию в Рязани картинной галереи.
С ноября 1918 по март 1919 года заведовал Рязанским губернским отделом управления, был заместителем председателя Рязанского губисполкома. С 26 марта 1919 по 18 мая 1920 года — председатель Исполнительного комитета Рязанского губернского Совета рабочих, солдатских и крестьянских депутатов. Председатель губернского продовольственного совещания, председатель губернского отдела по учёту командного состава РККА, член губернской комиссии по отсрочкам призываемым в Красную Армию.
С августа по ноябрь 1919 года — член Рязанского губернского Военно-революционного комитета в период прорыва в пределы губернии конницы Мамонтова.
С мая 1920 года работал в Главном политическом управлении РККА на агитпоездах ВЦИК «Советский Кавказ» и «Октябрьская революция» на Северном Кавказе и в Сибири.
С 1920 года — председатель Ялтинского революционного комитета (Крымская АССР).
Был членом ВЦИК. Делегат IX-го съезда РКП(б) (1920).
Умер в Ялте от туберкулёза.
Узнав о смерти М. Н. Шабулина, председатель ЦИК М. И. Калинин писал его супруге: «…я знал Михаила Николаевича как деятельного и активного работника, отдавшего революции все свои силы. Позвольте выразить вам свое глубокое соболезнование».

## Память
Именем Шабулина назван проезд в Рязани.